# Занден, Оливер
Карл О́ливер Занде́н (швед. Carl Oliver Zandén; род. 14 августа 2001, Алингсос, Вестра-Гёталанд) — шведский футболист, защитник клуба «Тулуза», выступающий на правах аренды за клуб «Раннерс».

## Клубная карьера
Начинал заниматься футболом в клубе «Гердскен». В пятнадцатилетнем возрасте перешёл в «Эльфсборг», где выступал за молодёжную команду клуба. В её составе принимал участие в Юношеской лиге УЕФА. Перед сезоном 2021 вместе с Ноа Сёдербергом, Кевином Хольменом и Джеком Купер-Лавом был переведён в основной состав клуба. Первый матч в составе «Эльфсборга» провёл 29 июля 2021 года во втором квалификационном раунде Лига конференций с молдавским «Милсами». Занден появился на поле в середине первого тайма вместо Симона Странда. 19 сентября дебютировал в Аллсвенскане в выездной игре с «Эстерсундом», выйдя на поле в стартовом составе.

## Карьера в сборных
В сентябре 2018 года в составе юношеской сборной Швеции принимал участие в товарищеских турнире. Дебютировал за сборную 6 сентября в матче с Норвегией, выйдя на замену на 87-й минуте вместо Теодора Волемарка.
В ноябре 2021 года был вызван в молодёжную сборную вместо получившего травму Эрика Каля, но в матчах отборочного турнира к чемпионату Европы со сборными Боснии и Герцеговины и Ирландии участия не принимал, проведя оба матча на скамейке запасных.

## Клубная статистика
| Выступление      | Выступление      | Выступление      | Лига | Лига | Кубки | Кубки | Конт. кубки | Конт. кубки | Итого | Итого |
| Клуб             | Лига             | Сезон            | Игры | Голы | Игры  | Голы  | Игры        | Голы        | Игры  | Голы  |
| ---------------- | ---------------- | ---------------- | ---- | ---- | ----- | ----- | ----------- | ----------- | ----- | ----- |
| Эльфсборг        | Аллсвенскан      | 2021             | 4    | 0    | 1     | 0     | 2           | 0           | 7     | 0     |
| Эльфсборг        | Итого            | Итого            | 4    | 0    | 1     | 0     | 2           | 0           | 7     | 0     |
| Всего за карьеру | Всего за карьеру | Всего за карьеру | 4    | 0    | 1     | 0     | 2           | 0           | 7     | 0     |